# Maurice Didden
Maurice Didden (Molenstede, 7 januari 1941) is een voormalig Belgisch volksvertegenwoordiger en senator.

## Levensloop
Didden was een zoon van Adolphe Didden (1911-1990) en Prudentia Houtmeyer. Hij trouwde met Mia Craenen (1943) en ze hadden drie kinderen.
Na het behalen van een licentiaatsdiploma psychologie werd hij de directeur van een PMS-centrum. Voor de CVP werd hij in 1971 verkozen tot provincieraadslid van Limburg. Van 1977 tot 1985 was Didden bestendig afgevaardigde van de provincie.
In 1985 stapte hij over naar de nationale politiek. In 1985 werd hij verkozen in de Senaat als rechtstreeks gekozen senator voor het arrondissement Hasselt-Tongeren-Maaseik en vervulde dit mandaat tot in 1995. Van 1995 tot 1999 was hij daarna lid van de Kamer van volksvertegenwoordigers voor hetzelfde arrondissement.
In de periode december 1985-mei 1995 had hij als gevolg van het toen bestaande dubbelmandaat ook zitting in de Vlaamse Raad. De Vlaamse Raad was vanaf 21 oktober 1980 de opvolger van de Cultuurraad voor de Nederlandse Cultuurgemeenschap, die op 7 december 1971 werd geïnstalleerd, en was de voorloper van het huidige Vlaams Parlement. Ook was hij lid van de Raadgevende Interparlementaire Beneluxraad.
In 2000 was hij lijstduwer in Maasmechelen.